# مدار بازتولیدکننده

طرح‌وارهٔ گیرنده باززاینده لامپی. بیشتر گیرنده‌های باززاینده از این مدار آرمسترانگ استفاده می‌کردند، که در آن بازخورد به ورودی (شبکه) لامپ با سیم‌پیچ «تحریک» بر روی سلف تنظیم پیچیده می‌شود.

مدار باززاینده مدار تقویت‌کننده‌ای است که از بازخورد مثبت استفاده می‌کند (همچنین به عنوان باززایشی یا واکنشی شناخته می‌شود). مقداری از خروجی دستگاه تقویت‌کننده دوباره به ورودی آن اعمال می‌شود تا به سیگنال ورودی افزوده شود و تقویت را افزایش دهد. یک مثال اشمیت تریگر (که به عنوان مقایسه‌کننده باززاینده نیز شناخته می‌شود) است، اما متداول‌ترین استفاده از این اصطلاح در تقویت‌کننده‌های آراف و بویژه گیرنده‌های باززاینده است تا بهره یک تقویت‌کننده تک طبقه‌ای را به شدت افزایش دهد.

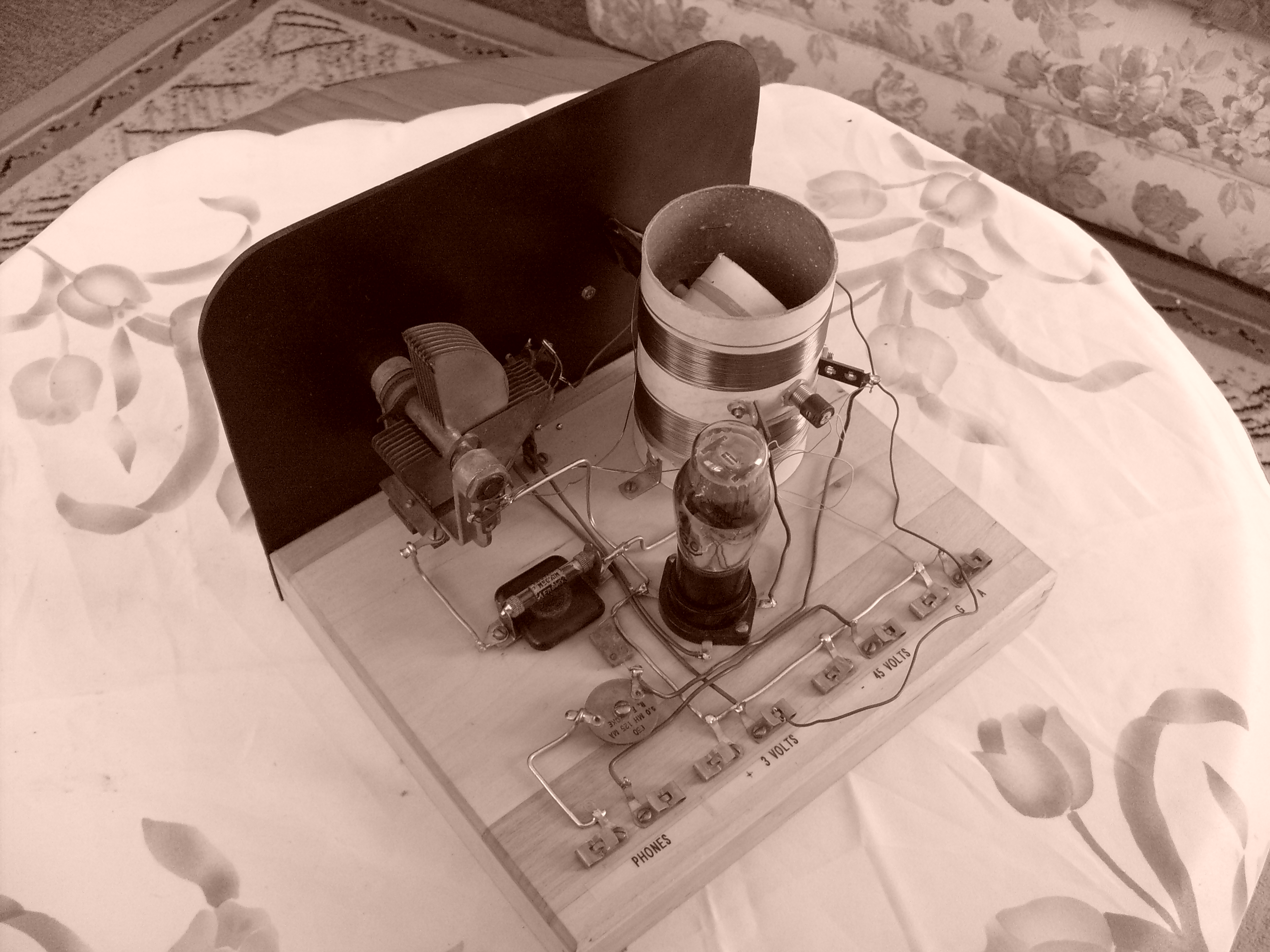
نمای پشت از بالای رادیو، سادگی طراحی باززاینده را نشان می‌دهد. سیم‌پیچ واکنشی در داخل سیم‌پیچ تنظیم می‌شود و توسط میله‌ای از صفحه جلویی چرخانده می‌شود. این نوع ترانسفورماتور قابل تنظیم واریوکوپلر نامیده می‌شد.

گیرنده باززاینده در سال ۱۹۱۲ اختراع شد و در سال ۱۹۱۴ توسط مهندس برق آمریکایی ادوین آرمسترانگ هنگامی که دانشجوی کارشناسی در دانشگاه کلمبیا بود، ثبت اختراع شد. بین سال‌های ۱۹۱۵ و جنگ جهانی دوم بسیار مورد استفاده قرار گرفت. مزایای گیرنده‌های باززاینده شامل افزایش حساسیت با نیازمندی‌های سخت‌افزاری ناچیز و افزایش انتخاب‌پذیری است زیرا Q مدار تنظیم‌شده وقتی تقویت‌کننده لامپی یا ترانزیستور حلقه بازخورد خود را در اطراف مدار تنظیم‌شده (از طریق سیم‌پیچ «تحریک» یا سَروسط روی پیچه) داشته باشد، افزایش می‌یابد؛ زیرا مقاومت منفی ایجاد می‌کند.
گیرنده باززاینده تا حدودی به دلیل تمایل خود به تابش تداخل در هنگام نوسان، : p.190  در دهه ۱۹۳۰، گیرنده باززاینده تا حد زیادی توسط سایر طرح‌های گیرنده تی‌اراف (به عنوان مثال گیرنده‌های «بازتابی») و به خصوص توسط اختراع دیگر گیرنده سوپرهترودین آرمسترانگ جایگزین شد و تا حد زیادی منسوخ در نظر گرفته می‌شوند. باززایش (که اکنون به آن بازخورد مثبت گفته می‌شود) هنوز هم به‌طور گسترده در سایر زمینه‌های الکترونیک، مانند نوسان‌سازها، فیلترهای فعال و تقویت‌کننده بوت‌استرپ استفاده می‌شود.
یک گیرنده که از مقادیر بیشتری از باززایشی به روشی پیچیده‌تر برای دستیابی به تقویت حتی بالاتر استفاده می‌کند، گیرنده فوق‌باززاینده می‌گویند که این نیز توسط آرمسترانگ در سال ۱۹۲۲ اختراع شد. این مورد هرگز در گیرنده‌های تجاری عمومی مورد استفاده قرار نگرفت، اما به دلیل تعداد کمی از قطعات آن در کاربردهای تخصصی مورد استفاده قرار می‌گرفت. یکی از کاربردهای گسترده در طول جنگ جهانی دوم، فرستنده و گیرنده‌های آی‌اف‌اف بود که در آن مدار تک تنظیم‌شده‌ای کل سیستم الکترونیکی را تکمیل می‌کرد. هنوز هم در چند کاربرد تخصصی با سرعت کم داده، مانند درب‌بازکن‌های گاراژ، دستگاه‌های شبکه بی‌سیم، واکی تاکی و اسباب بازی‌ها استفاده می‌شود.

## ثبت اختراعات
- US 1113149, Armstrong, E. H., "Wireless receiving system", published October 29, 1913, issued October 6, 1914
- US 1342885, Armstrong, E. H., "Method of receiving high frequency oscillation", published February 8, 1919, issued June 8, 1920
- US 1424065, Armstrong, E. H., "Signalling system", published June 27, 1921, issued July 25, 1922
- US 2211091, Braden, R. A., "Superregenerative magnetron receiver" ۱۹۴۰.